# Albert Farnell
Albert Farnell war ein britischer Händler von Fahrrädern und Automobilen sowie Hersteller von Kraftfahrzeugen.

## Unternehmensgeschichte
Das Unternehmen aus Bradford wurde von Albert Farnell gegründet. 1897 entstand ein Automobil mit dem Markennamen Farnell. 1900 stellte das Unternehmen auf der Yorkshire Cycle and Motor Exhibition aus. Zwischen 1900 und 1901 entstand ein Motorrad. 1906 vertrieb das Unternehmen Automobile unter der Marke TH. Der Inhaber nahm 1906 und 1907 mit verschiedenen Fahrzeugen von der Daimler Motor Company an Autorennen teil. 1916 befand sich der Unternehmenssitz an der Manningham Lane 47 in Bradford.

## Kraftfahrzeuge
Das Auto von 1897 hatte als Fahrgestell einen Rohrrahmen. Ein Ottomotor mit 1,25 PS Leistung trieb das Fahrzeug an. Das Getriebe hatte vier Gänge. Besonderheit war die Einzelradaufhängung.
Das Motorrad von 1901 bestand aus einem Fahrradrahmen und einem Einbaumotor von Minerva Motors. Der Motor leistete 2,75 PS.
1906 standen die Automodelle 28/36 HP und 30/40 HP im Sortiment. Die Daimler Motor Company stellte Fahrzeuge mit den gleichen Typenbezeichnungen her. Es ist unklar, ob es sich um Modelle von Daimler handelte.